# Tambinia maculosa
Tambinia maculosa är en insektsart som beskrevs av William Lucas Distant 1906. Tambinia maculosa ingår i släktet Tambinia och familjen Tropiduchidae. Inga underarter finns listade i Catalogue of Life.